# Sochiapa
Sochiapa är en kommun i Mexiko.   Den ligger i delstaten Veracruz, i den sydöstra delen av landet, 230 km öster om huvudstaden Mexico City.
Följande samhällen finns i Sochiapa:
- Tomatlancillo
- Guadalupe Victoria
- La Aurora
- Limón
- La Raya
- La Carolina
- Santa María